# Sani Abacha
Sani Abacha, nigerijski general in diktator, * 20. september 1943, Kano, † 8. junij 1998, Abuja.

## Življenjepis
Abacha je sodeloval v dveh nekrvavih državnih udarih (1983 in 1985), od katerih je eden na oblastpripeljal generala Muhammadu Buharija, drugi pa ga je s tega položaja vrgel. Abachu, ki je bil od drugega udara naprej načelnik nigerijskega generalštaba in od leta 1990 obrambni minister, se je polastil oblasti v Nigeriji z vojaškim udarom leta 1993. Nemudoma je razveljavil rezultate predsedniških volitev, v katerih je zmagala opozicija, in začel utrjevati oblast s čistko v armadi. Do leta 1995 je dal ubiti devet svojih najmočnejših političnih nasprotnikov, zaradi česar je bila Nigerija izločena iz Britanske skupnosti narodov (British Commonwealth).

## Smrt
Čeprav je ves čas obljubljal ponovno vzpostavitev civilne vlade, je general Abacha ostal na oblasti do svoje smrti leta 1998. Okoli njegove smrti se je spletlo mnogo zgodb. Po uradni verziji naj bi umrl zaradi srčnega napada v svoji rezidenci. Ker so generala brez obdukcije pokopali še isti dan, mnogi menijo, da je bil zastrupljen. Po prepričanju ljudstva pa naj bi Abacha umrl zaradi prevelikega odmerka »ljudske viagre«, snovi imenovane Burantaši.
Po njegovi smrti so komisije ugotovile, da naj bi si Abacha iz nigerijske državne blagajne prisvojil okoli štiri milijarde ameriških dolarjev. Z izvensodno poravnavo so se z družino umrlega diktatorja dogovorili, da bo vrnila 2,1 milijardo, vendar pa je diktatorjev sin leta 2002 pristal le na vračilo 1,2 milijarde, ki so bile odtujene iz centralne banke za preostali denar pa se sodno bori še danes (2006).